# Dylan Vork
Dylan Justin Vork (2000. augusztus 7. –) holland műugró, ifjúsági olimpikon.

## Élete
A 2018-as úszó-Európa-bajnokságon 17. helyen végzett a férfiak 1 méteres mezőnyében, míg 3 méteren 23. lett. Még ugyanebben az évben, a Kijevben rendezett junior műugró-világbajnokság 3 méteres döntőjében nyújtott teljesítményével sikeresen kvalifikálta magát a 2018-as Buenos Aires-i nyári ifjúsági olimpiai játékokra, ahol a döntős mezőny legvégén, a 12. helyen zárt, ugyanakkor a nemzetek vegyes csapatának mezőnyében – a brazil Anna dos Santosszal az oldalán – utolsóként végzett.
Legjobb eredménye egy 4. hely a 2018-as junior Európa-bajnokságról.

## Eredmények
| Sportesemény                           | Versenyszámok | Versenyszámok | Versenyszámok | Versenyszámok | Versenyszámok |
| Sportesemény                           | 1 m           | 3 m           | 3 m szinkron  | 10 m torony   | 10 m szinkron |
| -------------------------------------- | ------------- | ------------- | ------------- | ------------- | ------------- |
| 2014-es junior Eb, Bergamo             | 11.B          | 17.B          | –             | –             | –             |
| 2014-es junior vb, Penza               | 18.B          | 25.B          | –             | –             | –             |
|                                        |               |               |               |               |               |
| 2015-ös junior Eb, Moszkva             | –             | 9.B           | –             | –             | –             |
|                                        |               |               |               |               |               |
| 2016-os junior Eb, Fiume               | 18.A          | 21.A          | –             | –             | –             |
|                                        |               |               |               |               |               |
| 2017-es GP, Rostock                    | –             | 26.           | –             | –             | –             |
| 2017-es junior Eb, Bergen              | –             | 9.A           | –             | –             | –             |
|                                        |               |               |               |               |               |
| 2018-as junior Eb, Helsinki            | 4.A           | 12.A          | –             | –             | –             |
| 2018-as junior vb, Kijev               | –             | 10.A          | –             | –             | –             |
| 2018-as úazó-Eb, Edinburghg            | 17.           | 23.           | –             | –             | –             |
| 2018-as ifjúsági olimpia, Buenos Aires | –             | 12.           | –             | –             | –             |
|                                        |               |               |               |               |               |
| 2019-es GP, Rostock                    | –             | 21.           | –             | –             | –             |

_____
A A-korcsoport (16-18 évesek)
B B-korcsoport (14-15 évesek)
Csapatversenyeken
| Sportesemény                                   | Partnere                                             | Eredmény | Megjegyzés                 |
| ---------------------------------------------- | ---------------------------------------------------- | -------- | -------------------------- |
| 2017-es junior műugró-Európa-bajnokság, Bergen | Noor Lanen Bram Meulendijks Else Guurtje Praasterink | 10.      |                            |
| 2018. évi nyári ifjúsági olimpia, Buenos Aires | Anna dos Santos                                      | 14.      | nemzetek 8. vegyes csapata |